# Scytodes becki
Scytodes becki là một loài nhện trong họ Scytodidae.
Loài này thuộc chi Scytodes. Scytodes becki được miêu tả năm 2001 bởi Rheims & Antonio D. Brescovit.